# 시칠리아 아랍어
시칠리아 아랍어는 중세에 시칠리아 토후국(몰타 포함)에서 사용되던 아랍어의 방언이다.
9세기 아바스 왕조가 시칠리아를 정복한 뒤로 쓰였다가, 노르만인이 남이탈리아를 침공한 뒤로 세워진 시칠리아 백국 시대에 점차 배제되어 13세기까지 사라진 것으로 추정된다. 다만 몰타섬에서 사용되던 파생 방언인 몰타어는 라틴화를 거치면서도 여전히 살아남았다. 오늘날 시칠리아에서 사용되는 로망스어군 언어인 시칠리아어의 몇몇 단어에도 시칠리아 아랍어의 자취가 남아있다.

## 같이 보기
- 시칠리아 토후국